# Ferdinand Tige
Ferdinand Graf Tige (Nagyszeben, 1719. szeptember 21. – Bécs, 1811. szeptember 21.) osztrák lovassági tábornok, 1796 és 1801 között az Udvari Haditanács elnöke.

## Származás
Ferdinánd Graf Tige a régi lotharingiai nemesi Tige családból származott, és Carl Tige császári lovassági tábornok és Erdély parancsnokának fia volt, akit 1726. október 6-án grófi rangra emeltek.

## Katonai karrier
Tige 1743-ban csatlakozott a St. Ignon Cuirassier Ezredhez kornetként, és 1758-ban alezredessé léptették elő. 1766-ban ezredes és egy cuirassier-ezred parancsnoka, 1773-ban vezérőrnagy, 1781-ben a Savoyai Jenő herceg dragonyosezred tulajdonosa lett. 1784-ben hadnaggyá léptették elő.
1787-ben csatlakozott Joseph Graf Kinsky lovassági tábornok hadosztályához. Két évvel később Tigét nyugdíjazták, és a lovasság tábornokává léptették elő. 1790 áprilisában reaktiválták és udvari haditanácsossá nevezték ki. Kezdetben rövid időre átvette az elnöki posztot, és átmeneti jelleggel vezette Valais grófjának 1791-es kinevezéséig. Az Udvari Háborús Tanács 1791-es átszervezése után Tige-t a Katonai Igazságügyi Minisztérium (Militär-Justiz-Department) elnökévé nevezték ki, majd von Nostitz-Rieneck gróf halála után 1801-ig ismét ideiglenesen vezette az elnökséget. II. Ferenc császár már 1793-ban régóta hűséges szolgálatait 2000 forintos éves személyi juttatással és titkos tanácsossá való kinevezéssel ismerték el. 1808-ban, 92 évesen Tige végre nyugdíjba vonult.
Elnöksége alatt a hadsereg javított és könnyebb puskákat kapott. Az edzések során nagy hangsúlyt fektettek a lőgyakorlatok (céllövés) pontosságára. A könnyű csapatok kiképzését is javították. 1798-ban a gyalogságnál eltörölték a szablyát, így csak altisztek és gránátosok voltak vele felfegyverkezve. A lovasságban a Carabinier ezredeket Cuirassier és hét Chevauleger ezreddé alakították át.

## Család és leszármazottak
Ferdinánd gróf Tige feleségül vette Antónia Larisch grófnőt. Fiuk, Franz Karl Graf Tige (1754–1816) osztrák vezérőrnagy lett.

## Fordítás
Ez a szócikk részben vagy egészben  a   Ferdinand Tige című német Wikipédia-szócikk fordításán alapul.  Az eredeti cikk szerkesztőit annak laptörténete sorolja fel. Ez a jelzés csupán a megfogalmazás eredetét és a szerzői jogokat jelzi, nem szolgál a cikkben szereplő információk forrásmegjelöléseként.